# Arabia Saudita en la Copa Mundial de Fútbol de 2018
La selección de Arabia Saudita fue uno de los 32 equipos participantes en la Copa Mundial de Fútbol de 2018, torneo que se llevó a cabo del 14 de junio al 15 de julio en Rusia.

## Clasificación

### Segunda ronda
| Selección              | Pts. | PJ | PG | PE | PP | GF | GC | Dif |
| ---------------------- | ---- | -- | -- | -- | -- | -- | -- | --- |
| Arabia Saudita         | 20   | 8  | 6  | 2  | 0  | 28 | 4  | 24  |
| Emiratos Árabes Unidos | 17   | 8  | 5  | 2  | 1  | 27 | 4  | 23  |
| Palestina              | 14   | 8  | 4  | 2  | 2  | 24 | 5  | 19  |
| Malasia                | 6    | 8  | 2  | 0  | 6  | 7  | 29 | -22 |
| Timor Oriental         | 0    | 8  | 0  | 0  | 8  | 0  | 44 | -44 |

| Fecha                   | Lugar           | Local                  |                                   | Resultado                                                       |                                   | Visitante              |
| ----------------------- | --------------- | ---------------------- | --------------------------------- | --------------------------------------------------------------- | --------------------------------- | ---------------------- |
| 11 de junio de 2015     | Dammam          | Arabia Saudita         | Bandera de Arabia Saudita         | 3 – 2 Archivado el 13 de junio de 2015 en Wayback Machine.      | Bandera de Palestina              | Palestina              |
| 3 de septiembre de 2015 | Yeda            | Arabia Saudita         | Bandera de Arabia Saudita         | 7 – 0 Archivado el 28 de septiembre de 2015 en Wayback Machine. | Bandera de Timor Oriental         | Timor Oriental         |
| 8 de septiembre de 2015 | Shah Alam       | Malasia                | Bandera de Malasia                | 0 – 3                                                           | Bandera de Arabia Saudita         | Arabia Saudita         |
| 8 de octubre de 2015    | Yeda            | Arabia Saudita         | Bandera de Arabia Saudita         | 2 – 1 Archivado el 30 de septiembre de 2015 en Wayback Machine. | Bandera de Emiratos Árabes Unidos | Emiratos Árabes Unidos |
| 5 de noviembre de 2015  | Amán (Jordania) | Palestina              | Bandera de Palestina              | 0 – 0 Archivado el 14 de noviembre de 2015 en Wayback Machine.  | Bandera de Arabia Saudita         | Arabia Saudita         |
| 17 de noviembre de 2015 | Dili            | Timor Oriental         | Bandera de Timor Oriental         | 0 – 10 Archivado el 1 de octubre de 2015 en Wayback Machine.    | Bandera de Arabia Saudita         | Arabia Saudita         |
| 24 de marzo de 2016     | Yeda            | Arabia Saudita         | Bandera de Arabia Saudita         | 2 – 0 Archivado el 22 de noviembre de 2015 en Wayback Machine.  | Bandera de Malasia                | Malasia                |
| 29 de marzo de 2016     | Abu Dabi        | Emiratos Árabes Unidos | Bandera de Emiratos Árabes Unidos | 1 – 1 Archivado el 31 de marzo de 2016 en Wayback Machine.      | Bandera de Arabia Saudita         | Arabia Saudita         |

### Tercera ronda
| Selección              | Pts. | PJ | PG | PE | PP | GF | GC | Dif |
| ---------------------- | ---- | -- | -- | -- | -- | -- | -- | --- |
| Japón                  | 20   | 10 | 6  | 2  | 2  | 17 | 7  | 10  |
| Arabia Saudita         | 19   | 10 | 6  | 1  | 3  | 17 | 10 | 7   |
| Australia              | 19   | 10 | 5  | 4  | 1  | 16 | 11 | 5   |
| Emiratos Árabes Unidos | 13   | 10 | 4  | 1  | 5  | 10 | 13 | -3  |
| Irak                   | 11   | 10 | 3  | 2  | 5  | 11 | 12 | -1  |
| Tailandia              | 2    | 10 | 0  | 2  | 8  | 6  | 24 | -18 |

| Fecha                   | Lugar               | Local                  |                                   | Resultado                                                      |                                   | Visitante              |
| ----------------------- | ------------------- | ---------------------- | --------------------------------- | -------------------------------------------------------------- | --------------------------------- | ---------------------- |
| 1 de septiembre de 2016 | Riad                | Arabia Saudita         | Bandera de Arabia Saudita         | 1 – 0 Archivado el 16 de junio de 2016 en Wayback Machine.     | Bandera de Tailandia              | Tailandia              |
| 6 de septiembre de 2016 | Shah Alam (Malasia) | Irak                   | Bandera de Irak                   | 1 – 2 Archivado el 23 de abril de 2016 en Wayback Machine.     | Bandera de Arabia Saudita         | Arabia Saudita         |
| 6 de octubre de 2016    | Yeda                | Arabia Saudita         | Bandera de Arabia Saudita         | 2 – 2 Archivado el 23 de abril de 2016 en Wayback Machine.     | Bandera de Australia              | Australia              |
| 11 de octubre de 2016   | Yeda                | Arabia Saudita         | Bandera de Arabia Saudita         | 3 – 0 Archivado el 23 de abril de 2016 en Wayback Machine.     | Bandera de Emiratos Árabes Unidos | Emiratos Árabes Unidos |
| 15 de noviembre de 2016 | Saitama             | Japón                  | Bandera de Japón                  | 2 – 1 Archivado el 1 de septiembre de 2017 en Wayback Machine. | Bandera de Arabia Saudita         | Arabia Saudita         |
| 23 de marzo de 2017     | Bangkok             | Tailandia              | Bandera de Tailandia              | 0 – 3 Archivado el 22 de abril de 2016 en Wayback Machine.     | Bandera de Arabia Saudita         | Arabia Saudita         |
| 28 de marzo de 2017     | Yeda                | Arabia Saudita         | Bandera de Arabia Saudita         | 1 – 0 Archivado el 23 de abril de 2016 en Wayback Machine.     | Bandera de Irak                   | Irak                   |
| 8 de junio de 2017      | Adelaida            | Australia              | Bandera de Australia              | 3 – 2 Archivado el 23 de abril de 2016 en Wayback Machine.     | Bandera de Arabia Saudita         | Arabia Saudita         |
| 29 de agosto de 2017    | Al Ain              | Emiratos Árabes Unidos | Bandera de Emiratos Árabes Unidos | 2 – 1 Archivado el 23 de abril de 2016 en Wayback Machine.     | Bandera de Arabia Saudita         | Arabia Saudita         |
| 5 de septiembre de 2017 | Yeda                | Arabia Saudita         | Bandera de Arabia Saudita         | 1 – 0 Archivado el 10 de noviembre de 2017 en Wayback Machine. | Bandera de Japón                  | Japón                  |

## Preparación

### Amistosos previos
| 26 de febrero de 2018, 19:45 (UTC+3) | Arabia Saudita                                    | 3:0 (1:0) | Moldavia | King Abdullah Sports City, Yeda, Arabia Saudita |                                 |
|                                      | Omar Hawsawi 10' · Al Jassam 57' · Abu Radeah 88' |           |          | Asistencia: 48,000 espectadores                 | Asistencia: 48,000 espectadores |

| 28 de febrero de 2018, 18:30 (UTC+3) | Irak                                           | 4:1 (1:0) | Arabia Saudita | Estadio Internacional de Basora, Basora, Irak |                                 |
|                                      | Al Yami 21' · Majeed 47' · Muhanad Ali 51' 73' |           | Fallatah 57'   | Asistencia: 32,000 espectadores               | Asistencia: 32,000 espectadores |

| 23 de marzo de 2018, 22:00 (UTC+2) | Ucrania     | 1:1 (1:1) | Arabia Saudita  | Estadio Municipal de Marbella, Marbella, España |                                |
|                                    | Kravets 32' |           | Al-Muwallad 38' | Asistencia: 1 230 espectadores                  | Asistencia: 1 230 espectadores |

| 27 de marzo de 2018, 19:00 (UTC+1) | Bélgica                                        | 4:0 (2:0) | Arabia Saudita | Estadio Rey Balduino, Bruselas, Bélgica     |                                             |
|                                    | Lukaku 13' 39' · Batshuayi 77' · De Bruyne 78' |           |                | Asistencia: 37 300 espectadores Árbitro(s): | Asistencia: 37 300 espectadores Árbitro(s): |

| 3 de junio de 2018, (UTC+1) | Perú | 3:0 (2:0) | Arabia Saudita |             |  |
|                             |      |           |                | Árbitro(s): |  |

| 8 de junio de 2018, (UTC+1) | Alemania | 2:1 (2:0) | Arabia Saudita | BayArena, Leverkusen, Alemania |  |
|                             |          |           |                | Árbitro(s):                    |  |

## Participación

### Lista de convocados
Técnico:  Juan Antonio Pizzi
| No. | Pos. | Jugador               | Fecha de nacimiento (edad)         | Apa. | Goles | Club       |
| --- | ---- | --------------------- | ---------------------------------- | ---- | ----- | ---------- |
| 1   | POR  | Abdullah Al-Mayouf    | 23 de enero de 1987 (31 años)      | 11   | 0     | Al-Hilal   |
| 2   | DEF  | Mansoor Al-Harbi      | 19 de octubre de 1987 (30 años)    | 40   | 1     | Al-Ahli    |
| 3   | DEF  | Osama Hawsawi         | 31 de marzo de 1984 (34 años)      | 135  | 7     | Al-Hilal   |
| 4   | DEF  | Ali Al-Bulaihi        | 21 de noviembre de 1989 (28 años)  | 4    | 0     | Al-Hilal   |
| 5   | DEF  | Omar Hawsawi          | 27 de septiembre de 1985 (32 años) | 42   | 3     | Al-Nassr   |
| 6   | DEF  | Mohammed Al-Breik     | 15 de septiembre de 1992 (25 años) | 11   | 1     | Al-Hilal   |
| 7   | MED  | Salman Al-Faraj       | 1 de agosto de 1989 (28 años)      | 43   | 3     | Al-Hilal   |
| 8   | MED  | Yahya Al-Shehri       | 26 de junio de 1990 (27 años)      | 57   | 8     | Leganés    |
| 9   | MED  | Hattan Bahebri        | 16 de julio de 1992 (25 años)      | 5    | 0     | Al-Shabab  |
| 10  | DEL  | Mohammad Al-Sahlawi   | 10 de enero de 1987 (31 años)      | 40   | 28    | Al-Nassr   |
| 11  | MED  | Abdulmalek Al-Khaibri | 13 de marzo de 1986 (32 años)      | 36   | 0     | Al-Hilal   |
| 12  | MED  | Mohamed Kanno         | 22 de septiembre de 1994 (23 años) | 6    | 1     | Al-Hilal   |
| 13  | DEF  | Yasser Al-Shahrani    | 25 de mayo de 1992 (26 años)       | 37   | 0     | Al-Hilal   |
| 14  | MED  | Abdullah Otayf        | 3 de agosto de 1992 (25 años)      | 16   | 1     | Al-Hilal   |
| 15  | MED  | Abdullah Al-Khaibari  | 16 de agosto de 1996 (21 años)     | 5    | 0     | Al-Shabab  |
| 16  | MED  | Housain Al-Mogahwi    | 24 de marzo de 1988 (30 años)      | 18   | 1     | Al-Ahli    |
| 17  | MED  | Taisir Al-Jassim      | 25 de julio de 1984 (33 años)      | 132  | 19    | Al-Ahli    |
| 18  | MED  | Salem Al-Dawsari      | 19 de agosto de 1991 (26 años)     | 33   | 4     | Villarreal |
| 19  | DEL  | Fahad Al-Muwallad     | 14 de septiembre de 1994 (23 años) | 45   | 10    | Levante    |
| 20  | DEL  | Muhannad Assiri       | 14 de octubre de 1986 (31 años)    | 18   | 4     | Al-Ahli    |
| 21  | POR  | Yasser Al-Mosailem    | 27 de febrero de 1984 (34 años)    | 32   | 0     | Al-Ahli    |
| 22  | POR  | Mohammed Al-Owais     | 10 de octubre de 1991 (26 años)    | 6    | 0     | Al-Ahli    |
| 23  | DEF  | Motaz Hawsawi         | 17 de febrero de 1992 (26 años)    | 17   | 0     | Al-Ahli    |

### Fase de grupos
| Selección      | Pts | PJ | PG | PE | PP | GF | GC | Dif |
| -------------- | --- | -- | -- | -- | -- | -- | -- | --- |
| Uruguay        | 9   | 3  | 3  | 0  | 0  | 5  | 0  | +5  |
| Rusia          | 6   | 3  | 2  | 0  | 1  | 8  | 4  | +4  |
| Arabia Saudita | 3   | 3  | 1  | 0  | 2  | 2  | 7  | -5  |
| Egipto         | 0   | 3  | 0  | 0  | 3  | 2  | 6  | -4  |

#### Rusia vs. Arabia Saudita
| 14 de junio de 2018, 18:00 (UTC+3) | Rusia                                                           | 5:0 (2:0) | Arabia Saudita | Estadio Olímpico Luzhnikí, Moscú                          |                                                           |
|                                    | Gazinski 12' · Cheryshev 43' 90+1' · Dziuba 71' · Golovin 90+4' | Reporte   |                | Asistencia: 78 011 espectadores Árbitro(s): Néstor Pitana | Asistencia: 78 011 espectadores Árbitro(s): Néstor Pitana |

|  |  |

| GK                   | 1  | Ígor Akinféyev      |     |     |
| RB                   | 2  | Mário Fernandes     |     |     |
| CB                   | 3  | Iliá Kutépov        |     |     |
| CB                   | 4  | Serguéi Ignashévich |     |     |
| LB                   | 18 | Yuri Zhirkov        |     |     |
| CM                   | 8  | Yuri Gazinski       |     |     |
| CM                   | 11 | Román Zobnin        |     |     |
| RW                   | 19 | Aleksandr Samédov   |     | 64' |
| AM                   | 9  | Alán Dzagóyev       |     | 24' |
| LW                   | 17 | Aleksandr Golovín   | 88' |     |
| CF                   | 10 | Fiódor Smólov       |     | 70' |
| Cambios:             |    |                     |     |     |
| MF                   | 6  | Denís Chéryshev     |     | 24' |
| MF                   | 7  | Daler Kuziáyev      |     | 64' |
| FW                   | 22 | Artiom Dziuba       |     | 70' |
| Entrenador:          |    |                     |     |     |
| Stanislav Cherchésov |    |                     |     |     |

| GK                 | 1  | Abdullah Al-Mayouf  |       |     |
| RB                 | 6  | Mohammed Al-Breik   |       |     |
| CB                 | 3  | Osama Hawsawi       |       |     |
| CB                 | 5  | Omar Hawsawi        |       |     |
| LB                 | 13 | Yasser Al-Shahrani  |       |     |
| DM                 | 7  | Salman Al-Faraj     |       |     |
| CM                 | 14 | Abdullah Otayf      |       | 64' |
| CM                 | 17 | Taisir Al-Jassim    | 90+3' |     |
| RW                 | 18 | Salem Al-Dawsari    |       |     |
| LW                 | 8  | Yahya Al-Shehri     |       | 72' |
| CF                 | 10 | Mohammad Al-Sahlawi |       | 85' |
| Cambios:           |    |                     |       |     |
| FW                 | 19 | Fahad Al-Muwallad   |       | 64' |
| MF                 | 9  | Hattan Bahebri      |       | 72' |
| FW                 | 20 | Muhannad Assiri     |       | 85' |
| Entrenador:        |    |                     |       |     |
| Juan Antonio Pizzi |    |                     |       |     |

| Jugador del Partido: Denís Chéryshev Árbitros asistentes: Hérnan Maidana Juan Pablo Bellati Cuarto árbitro: Sandro Ricci Quinto árbitro: Emerson de Carvalho Árbitro asistente de video: Massimiliano Irrati Árbitros asistentes del árbitro asistente de video: Mauro Vigliano Carlos Astroza Daniele Orsato |

#### Uruguay vs. Arabia Saudita
| 20 de junio de 2018, 18:00 (UTC+3) | Uruguay    | 1:0 (1:0) | Arabia Saudita | Rostov Arena, Rostov del Don                               |                                                            |
|                                    | Suárez 23' | Reporte   |                | Asistencia: 42 678 espectadores Árbitro(s): Clément Turpin | Asistencia: 42 678 espectadores Árbitro(s): Clément Turpin |

|  |  |

| GK                       | 1  | Fernando Muslera   |  |     |
| RB                       | 4  | Guillermo Varela   |  |     |
| CB                       | 2  | José Giménez       |  |     |
| CB                       | 3  | Diego Godín        |  |     |
| LB                       | 22 | Martín Cáceres     |  |     |
| RM                       | 5  | Carlos Sánchez     |  | 82' |
| CM                       | 15 | Matías Vecino      |  | 59' |
| CM                       | 6  | Rodrigo Bentancur  |  |     |
| LM                       | 7  | Cristian Rodríguez |  | 59' |
| CF                       | 9  | Luis Suárez        |  |     |
| CF                       | 21 | Edinson Cavani     |  |     |
| Cambios:                 |    |                    |  |     |
| MF                       | 17 | Diego Laxalt       |  | 59' |
| MF                       | 14 | Lucas Torreira     |  | 59' |
| MF                       | 8  | Nahitan Nández     |  | 82' |
| Entrenador:              |    |                    |  |     |
| Óscar Washington Tabárez |    |                    |  |     |

| GK                 | 22 | Mohammed Al-Owais   |  |     |
| RB                 | 6  | Mohammed Al-Breik   |  |     |
| CB                 | 3  | Osama Hawsawi       |  |     |
| CB                 | 4  | Ali Al-Bulaihi      |  |     |
| LB                 | 13 | Yasser Al-Shahrani  |  |     |
| DM                 | 14 | Abdullah Otayf      |  |     |
| CM                 | 7  | Salman Al-Faraj     |  |     |
| CM                 | 17 | Taisir Al-Jassim    |  | 44' |
| RW                 | 9  | Hattan Bahebri      |  | 75' |
| LW                 | 18 | Salem Al-Dawsari    |  |     |
| CF                 | 19 | Fahad Al-Muwallad   |  | 78' |
| Cambio:            |    |                     |  |     |
| MF                 | 16 | Housain Al-Mogahwi  |  | 44' |
| MF                 | 12 | Mohamed Kanno       |  | 75' |
| FW                 | 10 | Mohammad Al-Sahlawi |  | 78' |
| Entrenador:        |    |                     |  |     |
| Juan Antonio Pizzi |    |                     |  |     |

| Jugador del Partido: Luis Suárez Árbitros asistentes: Nicolas Danos Cyril Gringore Cuarto árbitro: John Pittí Quinto árbitro: Gabriel Victoria Árbitro asistente de video: Szymon Marciniak Árbitros asistentes del árbitro asistente de video: Paweł Gil Pawel Sokolnicki Daniele Orsato |

#### Arabia Saudita vs. Egipto
| 25 de junio de 2018, 17:00 (UTC+3) | Arabia Saudita                           | 2:1 (1:1) | Egipto    | Volgogrado Arena, Volgogrado                              |                                                           |
|                                    | Al-Faraj 45+6' (pen.) · Al-Dawsari 90+5' | Reporte   | Salah 22' | Asistencia: 36 823 espectadores Árbitro(s): Wilmar Roldán | Asistencia: 36 823 espectadores Árbitro(s): Wilmar Roldán |

|  |  |

| GK                 | 21 | Yasser Al-Mosailem |  |     |
| RB                 | 6  | Mohammed Al-Breik  |  |     |
| CB                 | 3  | Osama Hawsawi      |  |     |
| CB                 | 23 | Motaz Hawsawi      |  |     |
| LB                 | 13 | Yasser Al-Shahrani |  |     |
| DM                 | 14 | Abdullah Otayf     |  |     |
| CM                 | 7  | Salman Al-Faraj    |  |     |
| CM                 | 16 | Housain Al-Mogahwi |  |     |
| RW                 | 9  | Hattan Bahebri     |  | 65' |
| LW                 | 18 | Salem Al-Dawsari   |  |     |
| CF                 | 19 | Fahad Al-Muwallad  |  | 79' |
| Cambios:           |    |                    |  |     |
| FW                 | 20 | Muhannad Assiri    |  | 65' |
| MF                 | 8  | Yahya Al-Shehri    |  | 79' |
| Entrenador:        |    |                    |  |     |
| Juan Antonio Pizzi |    |                    |  |     |

| GK           | 1  | Essam El-Hadary     |       |       |
| RB           | 7  | Ahmed Fathy         | 86'   |       |
| CB           | 2  | Ali Gabr            | 45+5' |       |
| CB           | 6  | Ahmed Hegazi        |       |       |
| LB           | 13 | Mohamed Abdel-Shafy |       |       |
| CM           | 17 | Mohamed Elneny      |       |       |
| CM           | 8  | Tarek Hamed         |       |       |
| RW           | 10 | Mohamed Salah       |       |       |
| AM           | 19 | Abdallah Said       |       | 45+7' |
| LW           | 21 | Trézéguet           |       | 81'   |
| CF           | 9  | Marwan Mohsen       |       | 64'   |
| Cambios:     |    |                     |       |       |
| FW           | 22 | Amr Warda           |       | 45+7' |
| FW           | 14 | Ramadan Sobhi       |       | 64'   |
| FW           | 11 | Kahraba             |       | 81'   |
| Entrenador:  |    |                     |       |       |
| Héctor Cúper |    |                     |       |       |

| Jugador del Partido: Mohamed Salah Árbitros asistentes: Alexander Guzmán Cristian de la Cruz Cuarto árbitro: Ricardo Montero Quinto árbitro: Hiroshi Yamauchi Árbitro asistente de video: Artur Soares Dias Árbitros asistentes del árbitro asistente de video: Tiago Martins Carlos Astroza Wilton Sampaio |